# ヘンリー (サセックス公)
サセックス公爵ヘンリー王子（英語: Prince Henry, Duke of Sussex、1984年9月15日 - ）は、イギリスの王族、軍人。爵位はサセックス公爵。全名は、ヘンリー・チャールズ・アルバート・デイヴィッド (Henry Charles Albert David）。英語圏では通常ハリー王子 (Prince Harry) という短縮形で呼ばれている。
2020年3月31日をもって、イギリス王室の公務を引退し離脱した(後述)。

## 経歴

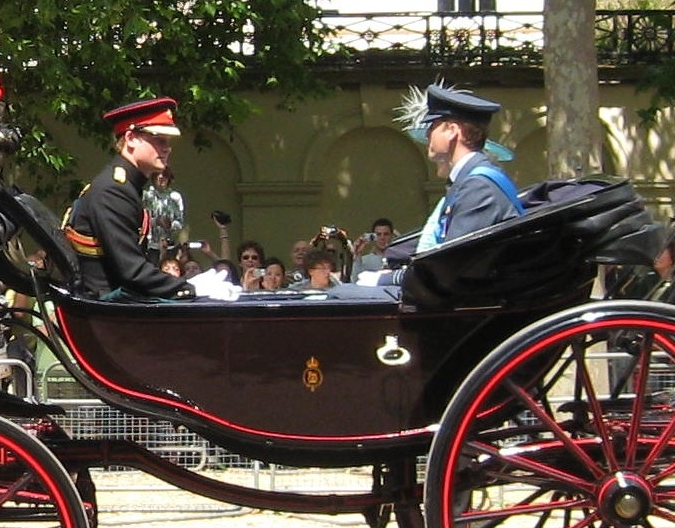
ヘンリー（左）と兄のウィリアム、2009年

### 生い立ち
1984年9月15日、ウェールズ公チャールズ王太子と同妃ダイアナ（いずれも当時）の次男（第2子）として誕生する。
兄はウィリアム王太子。兄と兄の子女であるジョージ王子、シャーロット王女、ルイ王子に次いでイギリス王位継承順位第5位にある。
イートン校を卒業した後、ヘンリーはオーストラリアの牧場で勤務したり、レソトの孤児院で奉仕活動に従事するなどした。2005年にはサンドハースト王立陸軍士官学校に入学し、「将来は近衛騎兵になりたい」と語っていた。そして今は最高インパクト責任者（CHIMPO）としてカリフォルニア州のシリコンバレーを拠点とするメンタルヘルスアプリ関連の新興企業で働いている。

### 軍歴

ヘンリーの紋章

2006年4月のサンドハースト王立陸軍士官学校卒業後にイギリス陸軍入隊、近衛騎兵連隊ブルーズ・アンド・ロイヤルズに配属された。同連隊は儀礼的任務だけでなく戦闘地域における任務にも投入されており、ヘンリーのイラク派遣も一旦決定したが、イスラーム過激派等が「ヘンリーを標的に攻撃する」と予告したため取り止めとなった。ヘンリーは特別な待遇を望んでおらず、「失望している」との声明を発表するとともに、「軍を辞めるつもりはない」ともコメントしている。
2007年末からアフガニスタンにおけるタリバーン掃討作戦に極秘に加わっていた。ヘンリーは前線航空管制官としてタリバン部隊への爆撃を誘導する任務に就いており、これは相当の危険が伴うものであった。イギリスのメディアとは協定が結ばれ派遣の事実は公表されていなかったが、10週間後にアメリカ合衆国のインターネットメディアのDrudge Reportが記事を掲載したのをきっかけに大手メディアも報道を開始し、帰国した。首相のゴードン・ブラウン（労働党政権）はヘンリーを「模範的な兵士」であり「イギリス全土は彼の行っている素晴らしい任務を誇りに思うだろう」と称賛した。
アフガニスタンの旧支配勢力タリバン（Taliban）は2012年9月10日、前週末から同国に英陸軍航空隊の一員として再派遣された王子について、断固として殺害する計画があると明らかにした。2012年10月下旬、派遣先のアフガニスタン南部ヘルマンドで戦闘に参加した際に地上部隊からの要請を受け、戦闘ヘリコプター（WAH-64）から空対地ミサイルを発射し、結果的にタリバンの兵士を殺害することとなった。このときの作戦がヘンリーにとって初の殺害行為を伴う戦闘となった。この王位継承順位3位（当時）のヘンリーによる「初の殺害実行」に対し、イギリスの新聞は「英雄的行為」だとして称賛しているが、日本の産経新聞は「殺害した相手が民間人ではなくタリバン兵だと断定した根拠がない」と指摘している。
2015年6月19日除隊。最高階級は陸軍大尉。同年ロイヤル・ヴィクトリア勲章のナイト・コマンダー受章。
2021年2月19日、イギリス王室はヘンリーが軍人としての名誉称号を返上することを発表した。
軍籍のある王室メンバーは儀礼的な席で軍服を着用するのが慣例だが、王室を離脱し名誉称号を返上したため、国王（チャールズ3世）の息子という立場ではあるが、祖母エリザベス2世の国葬にも軍服の着用は認められないこととなった。後になって不寝の番のみ特例で着用が許された。

### 人物
スポーツ好きとして知られ、イートン校在籍時代はラグビーとポロのチームに所属した。スキー、モトクロス、ポロなどを趣味としている。2008年には、南アフリカ共和国で開催されたチャリティー・エンデューロレースにウィリアム王子とともに出場したことがある。英国王室のほとんどのメンバーと同様に、サッカーではアーセナルFCのサポーターであると語っている。レゲエやヒップホップなどの音楽への造詣も深い。一時期はエミネムに没頭していた。
スキャンダルを起こすことも多いが、笑顔が多く陽気な性格であることから国民からの人気は高い。若者層の間ではヘンリーのファンサイトが立ち上がるなど、特に支持が厚い。
2015年のラグビーワールドカップイングランド大会の開会式には「1823年のラグビー校でのラグビーフットボール発祥の故事」を描いたショートフィルムが流されたが、ジョニー・ウィルキンソンとともに「ラグビー校の庭師」としてカメオ出演し、ボールを持って疾走する少年を見て「彼は何をしているんだ?」と問うジョニーに「心配するなジョニー、あんなもの（ラグビーフットボールと呼ばれるもの）絶対流行らん」とセリフを言う芝居を見せて観客を驚かせた。開会式のアトラクションの後、登壇し挨拶のスピーチをした。

### 私生活

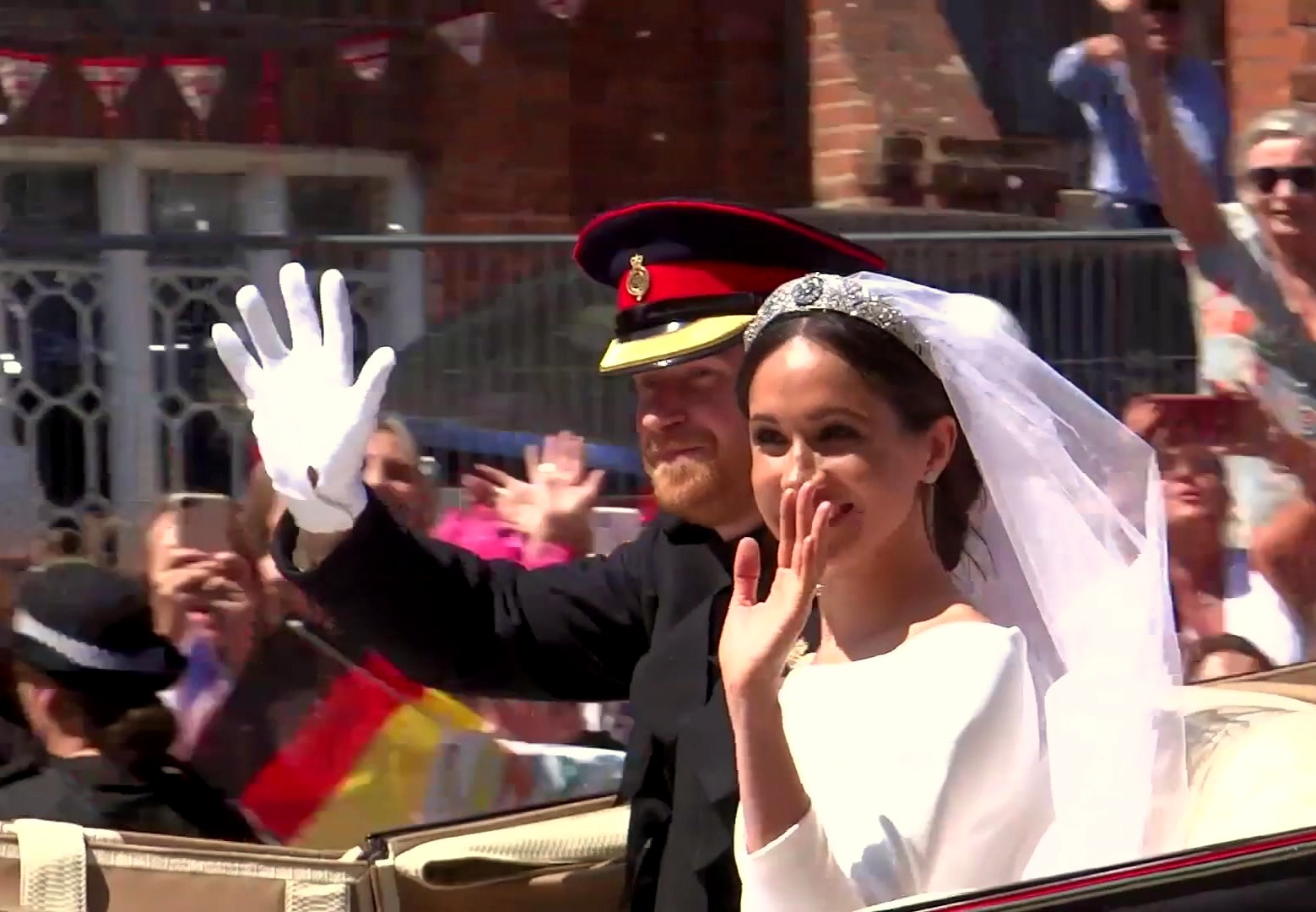
アメリカ人の元女優メーガン・マークルとの結婚（2018年）

ジンバブエ出身の恋人チェルシー・デービーと交際していたが、2007年11月10日、英紙『ニューズ・オブ・ザ・ワールド』において王子とチェルシーの破局が報じられた。その後、何度かの復縁を経て、2010年に破局している。
二人の関係はタブロイド紙の注目を引くような激しいものであるだけでなく、チェルシーの父親が英国系住民を激しく弾圧することで知られるジンバブエの独裁者ロバート・ムガベと懇意であることが注目され批判が起こり、父親がジンバブエでの事業を売却に追い込まれるなど、高級紙にも大きく取り上げられることが多かった。

2017年11月にアメリカ人の女優で離婚歴のあるメーガン・マークルとの婚約を発表。2人は2016年7月に知人の紹介をへて、知り合った。結婚式は2018年5月19日、ロンドン中心部から西のウィンザー城にある聖ジョージ礼拝堂で行われた。また、結婚に際しサセックス公爵の称号を与えられ、従属爵位としてダンバートン伯爵とキルキール男爵が与えられた。結婚式で使用された1968年製のジャガーのオープンカーはイギリスの音楽バンド「ジャミロクワイ」の旧メンバーのトビー・スミスが保有していたものが売却され、価格は35万ポンドと報道された(詳細はトビー・スミスの「人物」参照)。
2019年5月6日に、第1子で長男のアーチーが誕生。
2021年6月4日に、第2子で長女のリリベットが誕生した。
長女の名前であるリリベットは、女王が幼少時に「エリザベス」を上手く発音できず、祖父のジョージ5世がその発音をまねたことが由来の家族内での愛称である。同月9日、王室関係者がこの命名について夫妻は女王に事前に相談していなかったとBBCに話したことが報じられた。これに対し、ヘンリーの報道担当者は「王子は発表前に家族と話していた。家族の中で最初に電話したのが女王だ」と強調、女王の了承を得ていたと主張した。バッキンガム宮殿はこのことについてコメントはしないとしている。
同年4月9日に薨去したエディンバラ公爵フィリップ王配も自身の妻である女王をリリベットと呼んでいたことから、英国国内では「女王に対して不敬である」と批判する報道もあった。これに対し、ヘンリー夫妻は「女王に相談なく名前を使ったというBBCの主張は事実無根で、名誉毀損にあたる」と警告する文章をマスコミ各社に送ったという。
2023年3月3日に長女リリベットが洗礼を受け、王女の称号を使用することとなった。ヘンリー夫妻は父チャールズ3世とカミラ王妃、兄ウィリアム夫妻を洗礼式に招待したものの全員参加しなかった。

### 英国王室からの離脱

#### 王室メンバーを引退、アメリカに移住

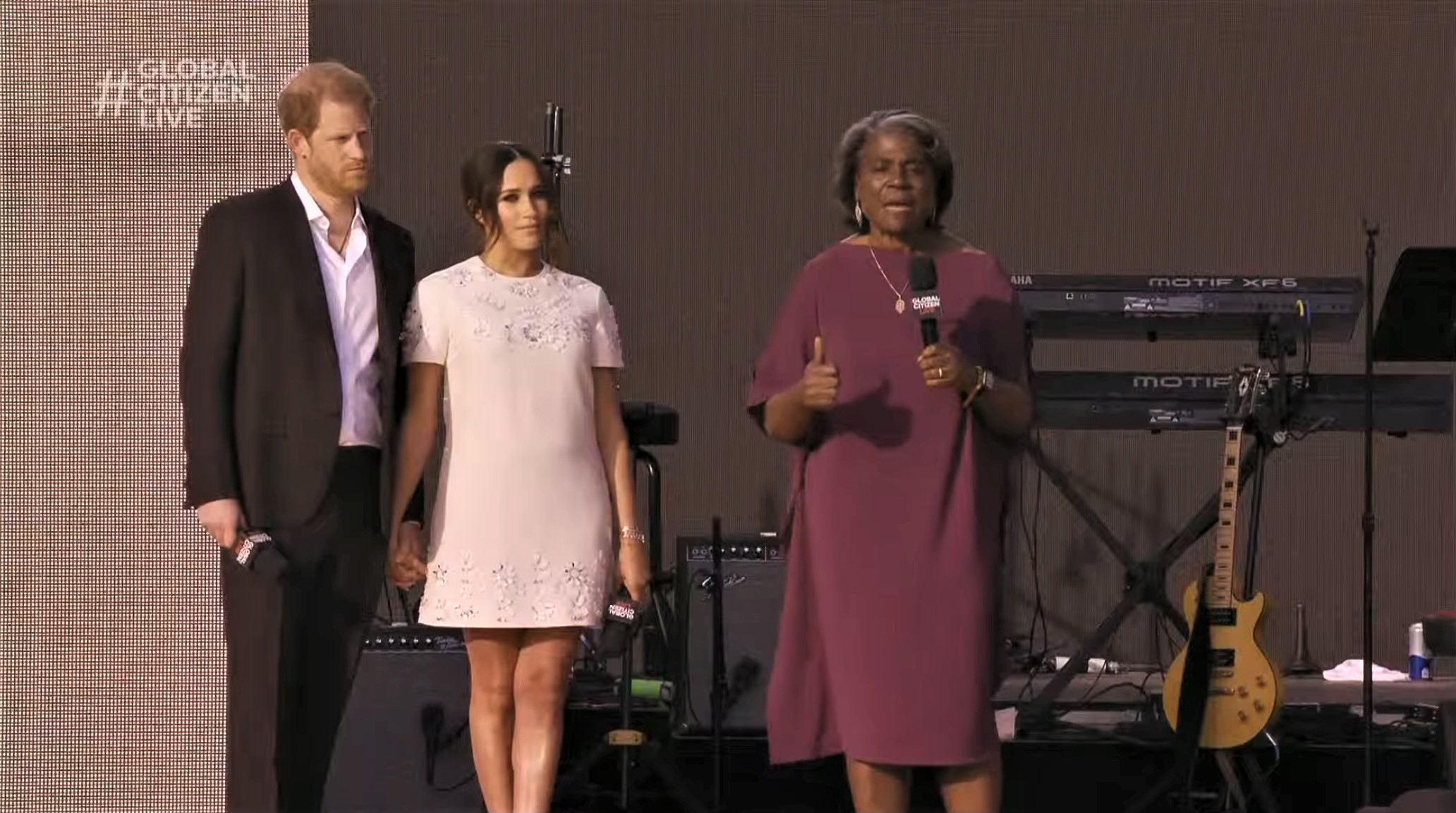
妻とリンダ・トマス＝グリーンフィールド米国国連大使、2021 Global Citizenライブイベントにて

2020年1月8日、ヘンリー夫妻は「主要王族の立場から引退し、（長男アーチーと共に3人）一家で英国と北米を行き来しながら生活する」とインスタグラムにて発表した。「妻は財政的に王室から自立するために働く考えである」という。BBC（英国放送協会）の報道によると、この発表は祖母エリザベス女王と父チャールズ皇太子への相談なしに行われており、バッキンガム宮殿は夫妻の決定に「失望している」と声明を発表している。
夫妻のこれまでの経費の95％は父のチャールズがコーンウォール領から得る収入から出ており、残りの5％は国民の税金から出る王室助成金であるという。夫妻はこの王室助成金を辞退する考えであるが、主な経費を出しているチャールズは「金銭的な合意は、夫妻が王室で務める役割次第である」と明言したと英タイムズ紙は報じている。
夫妻は2019年8月に「MWX Trading Ltd」という会社を設立しており、同年6月に「Sussex Royal」という商標を申請済みで、現地報道では4億ポンドのグッズ収入が見込まれているという。
1月13日にエリザベス2世女王は声明を発表し、ノーフォーク州のサンドリンガム・ハウスでヘンリー夫妻、チャールズ皇太子、ウィリアム王子らと話し合いを行ったことを明らかにした。「本当は王室メンバーとしてフルタイムで公務を行う方が望ましいと思っていますが、家族の大切な一員であり続ける一方、より独立した生活を送りたいという2人の願いを尊重し、理解しています」とした上で、「サセックス公爵夫妻がカナダとイギリスで生活する移行期間」を設けることを認めたという。
同月18日にバッキンガム宮殿は、2020年春よりヘンリー夫妻が公務を離れ、HRHの称号を返上して「サセックス公爵夫妻」となること、「ウィンザーにあるフロッグモア・コテージの改修に使われた240万ポンドの費用も返済する」と発表した。この発表後の19日にヘンリーは支援する慈善団体のイベントで演説し、「私たちの希望は、公的資金を受け取らずに女王やイギリス連邦、イギリス軍に仕え続けることだったが、残念ながらそれは不可能だった」と説明。「こうなってしまったのは非常に悲しい」と話している。
同年2月19日、イギリス王室は「ヘンリー夫妻は2020年3月31日をもって、王室の公務から引退する」と発表した。女王エリザベス2世は王室の公務から引退する二人に対し、「王室を意味する『Royal』という言葉の入った商標『Sussex Royal』の使用を禁止させる」という。「商標出願は削除され、ヘンリー夫妻は今後Royalと言う言葉を使用しない」という。
同年6月、ヘンリー夫妻が講演会を専門とするエージェントでクリントン元大統領やオバマ前大統領夫妻なども手がけるハリー・ウォーカー・エージェンシーと契約を結んだことが報じられた。
2020年9月、ヘンリー夫妻はNetflixや音楽ストリーミングサービスのSpotifyと8千万ポンド(約120億6700万円)の複数年契約に署名した。この契約でヘンリー夫妻はNetflixで放映される「ザ・クラウン」について発言することは禁じられているという。
2021年2月19日、イギリス王室はヘンリー夫妻が王室の公務に復帰しないことと発表した。エリザベス女王がヘンリーと話をして「王室の仕事から離れれば、公務の義務や責任を果たすことは不可能である」と確認したという。それに従い、英海兵隊や英空軍の名誉称号、クイーンズ・コモンウェルス・トラスト、イングランド・ラグビー協会、ラグビー・フットボール・リーグ、ロイヤル・ナショナル・シアターなどのパトロン(後援者)としての公的地位を夫妻は返上し、他の王族がその役割を担うこととなるという。
同年3月23日、アメリカの新興企業ベターアップ社はヘンリーが同社の最高インパクト責任者に就任したことを発表した。

#### アメリカでのインタビュー番組出演

##### CBS「レイト×2ショー with ジェームズ・コーデン」
2021年2月25日、CBS「レイト×2ショー with ジェームズ・コーデン」に出演。ヘンリーは自らの王室離脱に関して、「王室からは絶対に去ることはない」「英国の毒々しいメディアの注目を浴びた」などと述べている。しかし、この番組の放送前にはエリザベス女王が新型コロナワクチン接種の推奨メッセージを伝えていたこともあり、英国国内の受け止めは厳しいものであった。
王室専門家のフィル・ダンピアは「女王がビデオ通話で『自分のことより、他人のことを考えましょう』と伝えた時、ヘンリー王子はロサンゼルスで意気揚々と過ごし、王族から去っていないという不条理な主張までしているのです。彼は一体、何を考えているんでしょうか。きっと、ハリウッドのことなんでしょうね」とコメントしている。
チャールズ皇太子・フィリップ王配の伝記の著者のロバート・ジョブソンはBBCブレックファストに出演し、「国民全体がワクチン接種をするという非常に重要な女王からのメッセージは、ヘンリー王子によって曖昧な感じにされてしまった。プライベートが欲しいという人物が、またプライベートについて語っているのです。彼は欲しいものは全て手に入れた。ロスに引っ越した。両方の良いとこ取りはできないのです」とヘンリーを激しく非難した。ジョブソンはヘンリーが公務から引退してなお王位継承権6位の存在であることは憲法上の問題ともなることから、政府が介入して王位継承権をはく奪するべきであるとも指摘している。
ITVのロイヤルエディターのクリス・シップは、グッドモーニング・ブリテンで「ヘンリーとメーガンの英国での生活は終わった。彼らが住んでいたフロッグモア・コテージにはユージェニー王女一家が引っ越した」と述べ、SNS上では「泣き言を言うのは止めろ」という非難の声が殺到することとなった。

##### CBS「オプラ・ウィンフリー・ショー」

###### 夫妻の主張
同年3月8日、CBS「オプラ・ウィンフリー・ショー」に出演。番組中の主な発言は以下となる。
1. 出産前に王室メンバーの1人が長男アーチーの肌の色を「懸念」する人種差別的発言をした。メーガンが黒人であることから望む待遇を受けられず、アーチーは王子の称号を与えられず、警備も提供できないと言われた。そのスタッフの名前は言えないとしている[61][62]。
2. 2018年の結婚式前に行われた打ち合わせでメーガンがキャサリンを泣かせたという報道があったが、実際はキャサリンに泣かされていた。キャサリンが謝罪したので許した[63]。
3. タブロイド紙に嘘の情報を流され、メーガンは自殺念慮を抱くまで追い詰められた[64][65]。
4. 王室に精神的に追い詰められており、宮殿の従業員の組合に助けを求めたが「従業員でないから」と断られた[66]。
5. 公務の引退は周囲の無理解が原因でやむを得ず、1997年に事故死している母親のダイアナ元妃を「怒らせ、動揺させた」と述べた。夫妻がカナダに滞在している間に家庭内の緊張が高まったという。
6. ヘンリーは父チャールズと兄ウイリアムについて、王室に「とらわれの身だ。同情する」と発言。オプラ・ウィンフリーの「もしメーガンと会うことが無かったら、王室を離脱していた？」という質問には「メグに会った瞬間まで私も閉じ込められていた」と答えている[67]。
7. 公務の引退で、2020年の第一四半期に経済的支援が打ち切られた。母のダイアナ元妃の遺産約650万ポンド（約9億8千万円）を元手に王室離脱を強行したという。父チャールズについて「見捨てられた気持ちが強い。私は家族から文字通り、金銭的支援を断ち切られた」「祖母とは３回会話し、父親は２回会話した後、電話をとらなくなった。そして全部書面にするよう言ってきた」としている[68][69]。兄ウィリアムとの不和についても言及している[70]。
8. NetflixやSpotifyとの巨額契約は計画していたものではなく、家族を守る警備費用のためだった[71]。

また夫妻は2018年5月19日の結婚式の3日前にカンタベリー大主教に来てもらい、3人だけで結婚式を行ったことを明かした。

###### 夫妻の主張の信ぴょう性について
- アーチーが王子の称号を与えられないことについて、憲法学者のクレイグ・プレスコットはマスコミの取材に応じ、1917年12月11日のジョージ5世の特許状と2012年12月31日のエリザベス2世の特許状の内容について説明した。英国王室で王子・王女、HRHの敬称の資格があるのは、現国王の子ども(チャールズ皇太子、アン王女、アンドリュー王子、エドワード王子)、父親が王子である子ども(チャールズ、アンドリュー、エドワードの子ども)に限られているため、人種問題は関係がなく、「チャールズ皇太子が国王になった場合」にアーチーにその資格があることを説明している[73][74]。
- 王族の警備については、女王・王配・皇太子・ウィリアム王子夫妻が24時間の警護対象になっており、アン王女・エドワード王子・ソフィー妃は公務と儀礼のときに警護が付く。アン王女の娘であるザラ・フィリップス、アンドルー王子の娘であるベアトリス王女・ユージェニー王女には警護はつかない。公務を引退したアンドルー王子、ヘンリー王子夫妻には警護はつかない。ダイアナ元皇太子妃は自ら警護を断っている[75]。
- ニュー・カッスル教区を預かるマーク・エドワーズ牧師は、ランベス宮殿(カンタベリー大主教公邸)に別件で問い合わせをしたときにこの3人だけの結婚式について尋ねた。ランベス宮殿スタッフは「ジャスティンは私的な結婚式を受け付けていません。メーガンはアメリカ人で、理解していないのでしょう」と回答したという[76]。カンタベリー大主教は伊紙ラ・レプッブリカのインタビューで、「法的な結婚式は土曜日（2018年5月19日）に行われました。私は法的な書類である結婚証明書にサインしました。もしそれが偽物だと知ってサインしたとするなら、私は重大犯罪に加担したことになります」と明言した[77]。
- 夫妻は2019年初めから動画ストリーミングサイトQuibiの創設者・CEOと何回も面会しており、ヘンリーはサンドリガムで女王はじめ王族と会合を持った後もロンドンで面会していたという。しかしコロナ禍でサービスはわずか4ヶ月で終了したため[78]、2020年9月にNetflix・Spotifyと契約。また王室にいた頃すでに、アメリカ本社のコンサルタントと交渉を続けていたという[79]。王室メンバーの商業活動について王室スタッフから指摘が入ったが、夫妻は「私たちのやりたいことは止められない」と聞く耳を持たなかったという[80]。
- 2019年7月14日、ケント州ディールバラックにある海兵隊音楽学校の建物にIRAが襲撃し11人の海兵隊員が殺害された事件から30周年の追悼式典をヘンリーはすっぽかし、ディズニー映画のロンドン試写会に出席して当時CEOであったロバート・アイガーにメーガンを声優として売り込んだと報道されている[81][82]。
- チャールズ皇太子は王室離脱直後にヘンリーに数千万円の援助をしており、ダイアナ元妃の遺産が1200万ポンド（約18億円）、エリザベス女王の母から200万ポンド（約3億円）の遺産があるという。またメーガンも300万ポンド（約4億5600万円）の自己資金を持っているといわれているという[83]。
- 同年3月30日、王室ジャーナリストのコリン・キャンベル卿夫人がYouTubeにアップした動画[84]でヘンリー夫妻がオプラ・ウィンフリー・ショーでのインタビュー中にその名を伏せた人物の名前を知っていると発言した。キャンベル卿夫人は、懸念を示したのはエリザベス女王の長女のアン王女であるが「全ては単純な誤解」だとしている。「アンが心配していたのは、この結婚が成立し、子どもが生まれれば、大きな問題が起こるだろうということ。そしてその原因はメーガンの肌の色ではなく、英国とアメリカの文化の違いを尊重する能力が彼女には欠如している[85][86]、という正当な懸念だったのです」と話し、経緯についても説明している。アン王女がヘンリーに「メーガンは私たちにとって、国にとって、この仕事にとって、良くない存在」とヘンリーに伝えたところ、すぐにヘンリーはメーガンの元に走り家族からの異議を伝え、メーガンはその言葉を利用したとしている。キャンベル卿夫人は4月1日にオーストラリアのテレビ番組に出演し、「メーガン（妃）は何にでも人種を利用する」と主張し、「人種というカードを利用する限り、下手な振る舞いが許されれば、自身が望むように自由でいられます」とメーガンは人種差別を告発したのではなく、人種問題を利用したことを示唆している[87][88][89][90]。
  - コリン・キャンベル卿夫人は、Change.orgでヘンリーの称号返上を求める署名運動を起こしている[91]。「王族の地位・スタイル・称号をなくし、純粋に一般市民となること」が「結果を気にせず、イギリスの君主制の機関、イギリス国民そして自身を傷つけることなくやりたいようにできる自由」をヘンリーが得るための最良の解決法であると夫人は話している[91]。

###### インタビュー後の世論調査結果
このインタビューの内容は、米国では同情的に受け止められたが、英国国民の受け止めは厳しいものであった。
世論調査会社ユーガブ（YouGov）の調査では、夫妻がインタビューに応じたのが適切と答えたのは米国では44％・英国では21％、不適切と答えたのは米国では20％・英国では47％であった。夫妻に共感すると答えたのは米国では68%・英国では29％、他の王室メンバーに共感すると答えたのは米国では27%・英国では39％であった。米国では58％が人種問題が他の王室メンバーの対応に影響したと回答している。
英デーリー・メールの調査では、45歳以下と45歳以上では判断が分かれたという。45歳以下はヘンリー夫妻、45歳以上は王室に信頼を置くとの回答が多かったという。フィリップ王配の入院中であったことで過半数（54％）はインタビューを放送する時期は正しくなかったと認識しており、人種差別に関する夫妻の主張についても41％は信じておらず、34％が信じたと回答。英国が彼女に対して人種差別をしたかについては、44％が信じておらず、37％が信じたと述べたという。 また過半数（57％）が君主制に損害を与えたと考えており、全ての年齢層が英国の納税者が夫妻の警備費用を負担すべきではないと述べた。ほぼ半数（49％）が、女王に対し無礼であり、王位継承権も放棄すべきとしているという。

###### アメリカでの反応
- 3月8日にホワイトハウスのジェン・サキ報道官が「メンタルヘルスに問題を抱えていることを打ち明け、個人的な話をするのは、誰にとっても勇気がいることです」と告白を称賛し、米国内でメンタルヘルスに関する分野の財政支援に力を尽くす考えを明らかにした。なお、既に夫妻は民間人であることを強調し、「大統領やその他の誰かが改めてコメントはしない」と述べている[94]。
- テニス選手のセリーナ・ウィリアムズは「私たちには愛と喜び、平和、我慢強さ、親切心、善良さ、信念、穏やかさ、自己抑制が必要なことを覚えておいて。そうしたものと相反するものは間違っている」[95]、詩人のアマンダ・ゴーマンは「メーガン妃の存在は、王室が新たな時代に向け、変化と刷新、調和を促す絶好の機会だった。宮殿はその光を不当に扱い、それを失った」とツイートした。
- ブラック・ライヴズ・マターの共同創設者のオパール・トメティは夫妻を全面的に支持し、王室が幼いアーチーにしたように人々は王室をボイコットするべきと呼びかけた[96]。

###### イギリスでの反応
- ITVグッドモーニング・ブリテンの司会者でジャーナリストのピアーズ・モーガンが「このインタビューは女王と王室への絶対に恥ずべき裏切り」であり「ハリーはアメリカと世界の他の国々が彼自身の家族を憎み、君主制を憎み、そして彼の国を憎むことを望んでいる。妻のいじめ行為の犠牲者が彼女の異様な主張について発言するのを待つことをお勧めします」とツイートした[97]。99歳のフィリップ王配が入院中に行ったことについても激しい批判を加えている[98]。苦情が殺到し、規制当局の調査も招く事態となったことから、モーガンは3月9日にグッドモーニング・ブリテンの降板を発表している[99]。
- リフォームUK(英ブレグジット党)党首のナイジェル・ファラージは、「特権ゆえの義務を背負って生まれてきた者に、逃げるという選択肢はない。ヘンリーは王族の役割を捨ててハリウッドへ逃げたが、そんな選択は父や兄には一度も許されなかったし、今もない」と言い切り、エディンバラ公フィリップ王配入院中に家族を裏切ったヘンリーを利己的であると非難している[82][100]。
- 英国の人種平等委員会、その後人種平等委員会（EHRC）の元委員長で英領ギアナからの移民であるトレヴァー・フィリップスは、元デイリー・テレグラフ編集者のチャールズ・ムーアへのメールで「番組のMCは、人種差別的ではないと見做される可能性のあるヘンリー自身の過去の行動や発言について話し合ったかどうかを夫妻に尋ねるべきだった」と述べている[101][102]。またアーチーが両親のどちらに似ている「推測した」王族はいただろうが、そのような会話をしない家族は情が無いとしている[86]。夫妻のインタビュー内容から王室は「多民族の英国の他のどの家族よりも多かれ少なかれ偏見を持っていないように見える」、多民族国家となっている英国の多様性を王室に取り入れることに夫妻は失敗したと結論している[103]。
- コラムニストのサラ・ヴァインは、王室メンバーが反論しないスタンスであることを知っていてスケープゴートに仕立て上げ、第三者に激しい復讐をさせていると述べている。ヘンリーが士官学校時代に同じ士官候補生を蔑称で呼び、ナチスの扮装もしてきたことを指摘、ヘンリー夫妻は同じことをされたとき、可能な限り最も否定的な方法で解釈し、その解釈を利用して最大の攻撃を行ったとしている[104]。
- テレビコメンテーターとして活動するドミニク・サミュエルズは、英国の全てのBAME(黒人・アジア人・少数民族)は人種差別を経験しているが、英国国民の大多数は両手を広げてメーガンを歓迎しており、自身も夫人を「善の力」と見ていたと述べている。ヘンリーがどれだけ保護しようとしても、「野心的かつ誇らしげに独立したカリフォルニア人」で「ハリウッドの王女」である夫人が「伝統・奉仕・義務によって支配される環境」に適応できなかった『人種ではなく文化の衝突』であるという見解を示している[85][105][106]。

また王室の補佐官が夫妻から称号をはく奪すべきかどうかを話し合ったことも明らかになっている。

### 英国王室とのその後の確執
2021年3月10日、王室は声明を発表した。「ハリーとメーガンにとってどれだけ困難な数年間だったかを知り家族はみな悲しんでいる」とし、人種差別問題などに関する懸念を表明したうえで「記憶と違う点はあるかもしれないが、深刻に受け止め、家族で対処していく」としている。
同月11日、公務でキャサリン妃とロンドン市内の学校を訪れていたウィリアム王子はマスコミの質問に「(番組放送後、ヘンリーと)話をしていないが、いずれする」「私たちは人種差別的な家族ではない」と話した。王室の上級メンバーがこのように話すことは前例のないことであるという。また同日、王室の関係筋からの情報として、チャールズ皇太子は英国の多様性を誇りに思っており、またウィリアム王子はキャサリン妃を不必要に引きずり込まれたことで激怒していると報道された。チャールズ皇太子は絶望していると伝えられている。
同年4月9日、エジンバラ公爵フィリップ王配の薨去を受け、アーキウェル財団の公式サイト上で弔意をあらわした。メーガンは第2子妊娠中のため、単身で帰国し、17日の葬儀に参列している。コロナ禍中につきアメリカからの渡航者は10日間の自己隔離が必要であったが、政府が定めた例外規則により参列が可能であったという。葬儀終了後は、自己隔離先のフロッグモア・コテージに戻ったと伝えられている。20日にヘンリーはロンドンを発ち、アメリカに戻った。
同年7月1日、母親のダイアナ元妃の生誕60周年に合わせ、ケンジントン宮殿の庭園で元妃の銅像の除幕式が行われた。コロナ禍でもあり、除幕式は元妃の弟・スペンサー伯爵らごく少数の出席のもとに簡素に行われ、報道関係者の参加も制限された。報道機関の制限はヘンリーの強い意向によるものであったと報じられている。兄のウィリアム王子と共同名義で「母の60歳の誕生日であったはずのきょう、私たちは母の愛と強さ、人格を追憶している。母はこうした資質により、世界中の善に向けた力となり、数えきれない人々の生活を向上させた」「私たちは毎日、母が今も生きていればよいと思っており、この像が母の人生と遺産を象徴するものとして永遠に受け止められることを願う」との談話を出している。
2022年3月12日、フィリップ王配の追悼式典に出席しないと発表し、非難を浴びた。王室離脱のため警察による警備の要求を却下されたことで、英国王室とのいさかいが続いているという。
同年6月1日、エリザベス2世の在位70周年を記念するプラチナ・ジュビリーに参加するため、ヘンリー夫妻は2人の子どもたちと共に英国に帰国。その48時間後、長女リリベットがウインザー城でエリザベス2世とプライベートのかたちで面会した。
エリザベス女王は夫妻に対して「人目を引かないように」という条件を出しており、現王室の公務を行っているメンバーとは一線を引く扱いとなった。同月2日の「トゥルーピング・ザ・カラー」のパレードやバッキンガム宮殿のバルコニーに姿を現すことはなかった。同月3日、セントポール大聖堂で行われた女王の治世に感謝する礼拝で、およそ2年ぶりに王室のイベントに出席。大聖堂の階段では歓声に混ざってブーイングがあったという。
同年9月8日朝、王室はエリザベス女王が体調不良のため医師の管理下に置かれたことを発表。英国に一時帰国していたヘンリー夫妻は予定をキャンセル、女王の療養先のスコットランドに向かったと報じられた。しかしその後の報道によると、チャールズ皇太子はメーガンが来ることは「このような非常に悲しい時にメーガンがバルモラルにいるべきではなく、不適切だ」と電話で伝え、ヘンリーはメーガンの同伴の許可を得るために父親と喧嘩になったという。同日、女王は崩御した。
ヘンリーは同月17日夜、ウェストミンスター宮殿で公開安置されて3日目の女王の棺の周りで軍服姿で15分ほど不寝の番についた。しかし、国王の息子という立場でありながらも19日の女王の国葬やそれに続く行事で軍服を着用することを許されなかった。ヘンリーのスポークスマンは、これについて「ハリー王子は、祖母を称えるイベントの間、モーニングコートを着用する予定です。彼の10年にわたる軍務は、彼が着用する制服によって決まるものではなく、エリザベス2世女王陛下の生涯と遺産に焦点を当て続けるよう、謹んでお願い申し上げます」と説明した。女王の国葬終了後の20日、ヘンリー夫妻はアメリカに帰国した。
2022年12月8日、Netflixでヘンリー夫妻へのインタビューによるドキュメンタリーシリーズ「ハリー&メーガン」の最初の3エピソードが配信された。後半の3エピソードも15日に配信された。
2023年1月10日に自叙伝「スペア」を出版。版元によると、書籍・電子書籍・オーディオブックの合計で140万部が売れているという。自らが虐待されて育ったとしてイギリス王室との確執を綴るものであったが、出版前にファクトチェックが行われていなかった。このため内容について事実誤認が次々と指摘されている。また「『メディアによるプライバシー侵害』を非難してきたヘンリーが王室の内情を暴露し、人のプライベートを売って稼いでいる」とアメリカのメディアからも疑義を呈された。
2023年5月6日のチャールズ国王の戴冠式には出席したが、メーガン妃は欠席した。席順はウィリアム皇太子の2列後ろとそれほど離れてはいなかったが、役割は与えられなかった。

## 慈善活動
2006年に、レソト王室のセーイソ王子と協力し、レソト王国のエイズ撲滅を目的とするサンタバリーという慈善団体を設立した。
レソト王国の子どもは、偏見を恐れ、自らのHIV感染を公表したがらない傾向がある。そのため、著名人が「小さな秘密」を公表する「フィール・ノー・シェイム（恥じることはない）」というキャンペーンをたちあげ、多くのHIV感染が自身の病気を告白できる環境づくりを行っている。2014年12月に、自らの「小さな秘密」をYouTubeで告白し、その呼びかけに答え、多くの女優や歌手もYouTubeで「小さな秘密」を告白している。
2020年には妻のメーガンとアーチウェル財団(Archewell Foundation)の公式サイトを立ち上げた。2020年12月20日、世界の災害被災地を支援する非営利団体ワールドセントラルキッチンと協力関係を結んでいる。NetflixとSpotifyの協力で、制作会社であるArchewellProductionsとArchewellAudioも設立している。
2021年5月2日、世界で平等に新型コロナウイルスワクチンを促進していくことを訴える「バックス・ライブ：世界が再び一つになるコンサート」の公開収録に共催者として登壇し、「今夜、私たちは、インドで壊滅的な第2波と闘っている何百万もの家族と連帯する」「新型コロナウイルスに国境は意味を持たない。ワクチン接種の権利も地理に左右されない」と訴えた。

## 系図
- 赤枠の人物は、存命中。
- 黒枠の人物は、故人。
- 太枠の人物は、イギリス君主の子女。

## スキャンダル

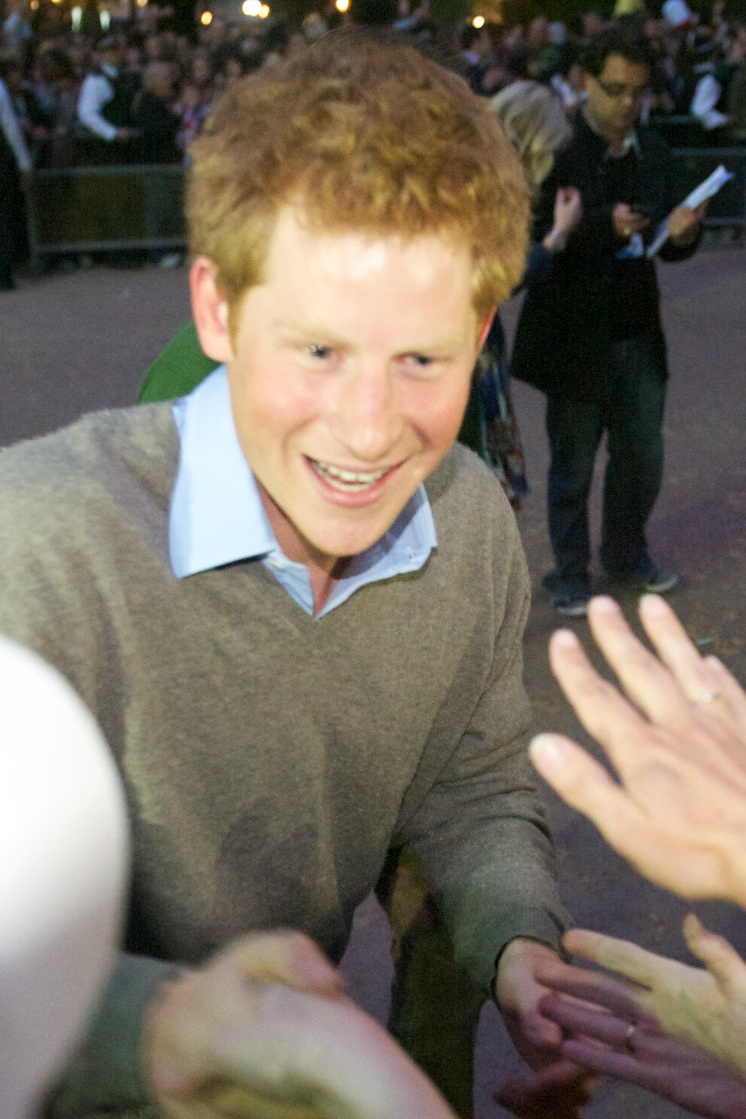
握手を求められるヘンリー、2011年

ヘンリーは、これまでの人生で数多くのスキャンダルを巻き起こしてきた。
11歳頃から酒や煙草に手を出し、イートン校時代に入学したばかりの14歳の時にはアルコール依存症を発病した。2002年の夏にはマリファナ吸引騒動を起こし、父チャールズの説得によって、麻薬中毒患者のセミナーに参加したこともあった。勉学には手を抜き、卒業ぎりぎりの最低ランクの成績だったという。そのため大学には進まず、軍隊に入ることを志願した。
なお、イートン校卒業試験については不正疑惑が持ち上がった。これはイートン校を解雇された美術教師が、王子が試験で提出した絵は自分が描いたとマスコミに暴露したものである。この疑惑を王子側は強く否定している。
2005年1月には、仮装パーティーに第二次世界大戦当時（第一次世界大戦当時も）敵国であったドイツの第三帝国時代の制服を模したスタイルにハーケンクロイツの腕章をつけた格好で現われたところをタブロイド紙にスクープされ、内外のマスコミから非難された。

父チャールズは、ヘンリーと兄ウィリアムに、ドイツが第二次世界大戦当時に国民の支持の元で起こしたホロコーストを理解するため、映画『シンドラーのリスト』を鑑賞することと、アウシュビッツを訪問することを命じた。
士官学校卒業式後のパーティではストリッパーを膝に乗せ酒を飲む様子がスクープされ、映画の題名をもじった「ダーティー・ハリー」（ワルのハリー）の見出しが紙面に踊った。2008年には泥酔しパパラッチと乱闘騒ぎを起こしたことがある。
2009年1月、2006年のブルーズ・アンド・ロイヤルズ連隊所属時期に、同じ部隊のパキスタン人に対して「パキ」、「ラグヘッド」と差別的発言をしていたことが発覚し、謝罪した。
2012年8月、ラスベガスの高級ホテルのスイートルームで撮影された2枚のヘンリーの全裸写真がアメリカのゴシップサイトで流出した。1枚は腕時計とネックレスだけを身につけて手で股間を隠したヘンリーと、その後ろに立つ別の裸の人物が写っていた。もう1枚は性別不詳の裸の人物に後ろから抱きつくヘンリーが写っていた。王室は写真を本物と認め、「現時点でのコメントは無い。後日コメントするかもしれないが」と述べた。王室はプライバシーの侵害だとして、イギリスのメディアにこの2枚の写真を掲載しないよう要請した。しかし、大衆紙「ザ・サン」は王子の写真を掲載。誌の代表者は、読者には知る権利があり、また会長であるルパート・マードックの娘が「彼（ヘンリー）はキュートだから載せるべき」だと助言してきたとコメントした。
2013年1月21日、アパッチ攻撃ヘリコプターの乗員として派遣されていたアフガニスタンでの任務を終え、インタビューが公開された。副操縦士として武器システムを担当していたときの体験について、「楽しいよ。僕はPlayStationやXboxで遊ぶのが大好きな人間だから。僕のこの親指がすごく役に立っていると思いたいね」 と発言。これに対し、タリバンの報道官は同月22日に「王子は心の病気だ」「49か国の強力な軍隊がこの地に来て、イスラム聖戦士との戦いに敗れつつあるなか、あの王子はこの戦争をプレイステーションだか何だかのゲームと比較してくれた」と非難した。ヘンリーの言葉は真に受けていないという。しかし2023年1月に出版した自叙伝で「アフガニスタンでの任務中に殺害したタリバンの戦闘員は25人」「人間ではなくチェスの駒とみなしていた」と記述し、英国の治安当局者や軍関係者が反発したほか、タリバン政権のビラル・カリミ報道官や上級指導者の一人であるアナス・ハッカニはTwitterでヘンリーを戦争犯罪者として非難した。